# Veronica Lario

Veronica Lario

Veronica Lario, eigentlich Miriam Raffaella Bartolini (* 19. Juli 1956 in Bologna) ist eine ehemalige italienische Schauspielerin und war von 1990 bis 2010 die zweite Ehefrau des Unternehmers und ehemaligen italienischen Ministerpräsidenten Silvio Berlusconi.

## Leben und Karriere
Lario spielte in den 1970er Jahren in Fernsehproduktionen, später auch in Filmen von Dario Argento (Tenebrae, 1982) und Lina Wertmüller (Die Freundin meiner Frau, 1984).
Ihre Film- und Theatertätigkeit gab sie auf, nachdem sie Berlusconi kennenlernte. Lario und Berlusconi haben drei gemeinsame Kinder, Barbara (1984), Eleonora (1986) und Luigi (1988). Als Frau des italienischen Ministerpräsidenten blieb Lario meist im Hintergrund und vermied öffentliche Auftritte. Sie begleitete ihren Mann nur selten zu offiziellen Anlässen. Gleichzeitig war sie bekannt dafür, dass sie bei verschiedenen Gelegenheiten ihre von Positionen ihres Mannes abweichende politische Meinung öffentlich machte. Im Mai 2009 reichte sie infolge einer politischen Affäre um ehemalige Showgirls, die ihr Mann für die Europawahl aufstellte, die Scheidung ein.
Veronica Lario hält 38 % der Anteile an der Tageszeitung Il Foglio.
Im Oktober 2013 reduzierte ein Berufungsgericht ihren monatlichen Unterhaltsanspruch von 3 auf 1,4 Mio. Euro.

## Filmografie (Auswahl)
- 1982: Tenebrae (Tenebre)